# Krzysztof Wiesiołowski
Krzysztof Wiesiołowski herbu Ogończyk (zm. 19 kwietnia 1637) – marszałek wielki litewski od 1635, marszałek nadworny litewski od 1619, krajczy wielki litewski od 1620, marszałek sejmu zwyczajnego w Warszawie obradującego od 15 stycznia do 26 lutego 1609 roku i marszałek sejmu zwyczajnego w Warszawie obradującego od 13 lutego do marca 1618 roku, ciwun wileński w latach 1610–1637, horodniczy grodzieński w 1623 roku, stolnik litewski w 1604 roku, podstoli litewski w 1600 roku, leśniczy przełomski, starosta suraski, mielnicki, wasilkowski, berżnicki, dzierżawca kleszczelski, ekonom grodzieński.

## Życiorys
Syn Piotra.
Krzysztof Wiesiołowski odziedziczył starostwo tykocińskie jeszcze za życia swojego ojca. Po jego śmierci otrzymał także dzierżawy, tj. starostwa: mielnickie, suraskie, ekonomię grodzieńską, leśnictwo nowodworskie.
Własnym kosztem wystawiał chorągwie wojskowe i wielokrotnie odznaczał się męstwem na polu walki.
7 października 1606 roku podpisał ugodę pod Janowcem. Poseł na sejm zwyczajny 1613 roku. W czasie elekcji 1632 roku został sędzią generalnego sądu kapturowego.
Po śmierci swej przybranej 19-letniej córki Gryzeldy Wodyńskiej ofiarował swoje dobra dziedziczne białostockie z przeznaczeniem na wzmocnienie obronności zamku Tykocińskiego oraz w 1633 roku ufundował kościół i klasztor Brygidek w Grodnie, a także następujących kościołów: kościół parafialny (drewniany) w Dąbrowie (obecnie Białostockiej), kościół w Chodorówce, Łunie, Kwasowie, Zawadach oraz Dolistowie. Przyczynił się także do budowy ołtarza św. Sebastiana w klasztorze oo. Bernardynów w Tykocinie, który powstał w podzięce Panu Bogu za ocalenie rodziny królewskiej. (Krzysztof Wiesiołowski gościł na zamku tykocińskim króla Zygmunta III wraz z rodziną i jego najbliższym otoczeniem. Miało to miejsce między 14 listopada 1630 roku a 8 lutego 1631 roku. Król schronił się na zamku Tykocińskim przed zarazą). Był członkiem konfederacji generalnej zawiązanej 16 lipca 1632 roku. Był elektorem Władysława IV Wazy z województwa trockiego w 1632 roku, podpisał jego pacta conventa. Częstym gościem na zamku Tykocińskim (począwszy od roku 1632) u Krzysztofa Wiesiołowskiego bywał także Król Władysław IV, który przejeżdżał tędy w drodze na Litwę.
Kilka lat przed śmiercią Krzysztof Wiesiołowski wraz z żoną, Aleksandrę z Sobieskich zamieszkał w Kamiennej pod Dąbrową Białostocką, prowadząc pustelnicze życie i spędzając czas na pokucie.
Wierny stronnik Zygmunta III. Walczył z rokoszanami i dowodził w wielu wyprawach przeciw Turkom, Szwedom i Carstwu Rosyjskiemu. Fundator i dobroczyńca licznych kościołów i klasztorów. W Tykocinie założył przytułek dla weteranów, co znalazło odbicie w konstytucji sejmowej z 1633. Cały swój majątek zapisał na rzecz dobra publicznego.
Poseł na sejm w 1609, 1618 i 1620 roku.
Zmarł bezpotomnie.